# Atyusz nembeli Salamon
Atyusz nembeli Salamon a 13. században élt magyar főúr, aki II. András király uralkodásának idejében töltött be magas tisztségeket. 1214 és 1215 között tárnokmester, 1222-ben országbíró,  1220-ban, 1222-1224 között valamint 1226 és 1227 között pedig szlavón bán volt.

## Családja
Az Atyusz név a „harminc” jelentésű török „otuz” szónak személynévként való használatából keletkezett. Első ismert tagja ai 1117-ben meghalt Bánd, az almádi monostor alapítója volt, aki azonban örökösök nélkül hunyt el. Így a nemzetség további leszármazottai Miska nevű öccsétől származnak. Miska egyik fia István zalai ispán, a másik pedig Atyusz volt, aki már az országbírói és a szlavón báni tisztséget is viselte, emellett tíz különböző vármegye ispánja volt. 
Salamon ebbe a nemzetségbe született II. Miska második fiaként, aki az ifjú Béla herceg nevelője volt. Bátyja III. Miska 1214-ben Vas vármegye ispánjaként működött. Salamonnak több unokatestvére is volt, köztük III. Atyusz és Lőrinc, hármuk életpályája sokszor összefonódott.
Salamon felesége egy bizonyos Ahalyz (Erzsébet) volt, aki III. Atyusz kíséretében érkezett Franciaországból Magyarországra, és a Valkó vármegyei Widhor családi birtokán telepedett le. Ahalyz első férje, Batiz Negol halála után 1224 után házasodtak össze, aki egyébként 1222-ben Salamont követte a királybírói székben, és haláláig töltötte be ezt a tisztet. Ahalyz Jolanda királynénak, II. András király második hitvesének szolgálólánya volt. Salamonnak és Ahalyznak nem voltak gyermekei, és Salamon halála után a francia nemesasszony egy korabeli 1244-es dokumentum szerint harmadszor is férjhez ment Bajóti Bertrandhoz.

## Élete
Salamont először 1214-ben említik tárnokmesterként; A régebbi archontológiai és életrajzi munkák (pl. Wertner) az első ismert tisztségviselőként emlegették, akit erre a posztra neveztek ki, Zsoldos Attila archontológiája azonban felvázolta ennek a tisztségnek 12. századi előzményeit is. A tárnoktármesteri tisztség az Atyusz nembeli Salamon alatt vált meghatározott és jól körülhatárolt joghatósággal állandó méltósággá. Ebben a minőségében 1215-ig szolgált, amikor Ampud fia Dénes II. András legmegbízhatóbb pénzügyi tanácsadója váltotta fel. Mint a Váradi Regestrum írta, Salamon ebben az időben 1214-ben Bács vármegye ispánjaként is működött. A következő évben Nyitra megye élén állt.  Egy 1215-ben kiadott oklevél szerint Salamon korábban jogtalanul bitorolta egy bizonyos Wilermus lovag földjét a Mura és a Dráva folyók között.
Egyes vélemények szerint Salamon részt vett Gertrúd királyné 1213-as meggyilkolásában,  azonban ez a feltételezés alaptalan, mivel csatlakozott Béla hercegi udvarához, aki soha nem felejtette el édesanyját, és számos királyi oklevele szerint mélységes tiszteletét fejezte ki iránta, apja halálát követően pedig megbüntette a még élő tetteseket. II. András még életében kénytelen volt megosztani birodalmát örökösével, így Bélát 1220-ban Szlavónia hercegévé, Salamont pedig Béla hűséges támogatójaként szlavón bánná nevezte ki. Őt tisztségében hamarosan unokatestvére, III. Atyusz váltotta, miután II. András sikeresen szorította vissza az elégedetlen nemesi ellenállási mozgalmat. Salamont 1222 végén országbíróvá nevezte ki, míg unokatestvérét, Atyuszt Lőrinc váltotta fel, azonban rövidesen elhagyta ezt a pozíciót. Egy 1227-ből származó királyi oklevél 1222-re hivatkozva Moson vármegye ispánjaként is említi.  Salamon hamarosan másodszor is Szlavónia bánja lett, és 1224-ig viselte a méltóságot. Emellett Zala vármegye ispánjaként is működött.
1226-ban ismét szlavón bánként említik az újonnan beiktatott Kálmán, Szlavónia hercegének Spalatóban kiadott hercegi oklevelében. Valeginus mellett ő viselte ezt a méltóságot, ez volt az első alkalom, amikor a hivatalt két különálló bánság osztották fel, de bizonytalan, hogy kik voltak a felelősek a szlavón és a horvát joghatóságért. A következő évben Salamon már ismét egyedüli tisztségviselőként jelent meg, amikor tanúként működött közreegy perben. 1233 előtt halt meg, amikor egy határkijelölés szerint korábbi három birtoka a helyi nemes Igmánd András birtokába került.

## Fordítás
Ez a szócikk részben vagy egészben  a   Solomon Atyusz című angol Wikipédia-szócikk ezen változatának fordításán alapul.  Az eredeti cikk szerkesztőit annak laptörténete sorolja fel. Ez a jelzés csupán a megfogalmazás eredetét és a szerzői jogokat jelzi, nem szolgál a cikkben szereplő információk forrásmegjelöléseként.